# Duettgärdsmyg
Duettgärdsmyg (Pheugopedius euophrys) är en fågel i familjen gärdsmygar inom ordningen tättingar. Den förekommer i Anderna i Sydamerika. Beståndet anses vara livskraftigt.

## Utseende och läte
Duettgärdsmyg är en rostbrun och grå gärdsmyg med ansiktet strimmigt i svartvitt. I större delen av Ecuaodor sydvästra Colombia har den svarta fläckar på bröstet. I andra delar av utbredningsområdet saknar den bröstfläckar och har svart eller brun hjässa. Den visslande sången är vittljudande och framförs i duett mellan könen.

## Utbredning och systematik
Duettgärdsmyg hittas i Anderna från sydligaste Colombia till norra Peru. Den delas upp i tre underarter med följande utbredning:
- Pheugopedius euophrys euophrys – Anderna i allra sydligaste Colombia (västra Nariño) och norra Ecuador
- Pheugopedius euophrys longiceps – Andernas tempererade östsluttning i Ecuador
- Pheugopedius euophrys atriceps – Anderna i nordvästra Peru (norr om Marañónfloden)

Tidigare inkluderades colángärdsmygen (P. schulenbergi) i arten. Sedan 2016 urskiljer Birdlife International och naturvårdsunionen IUCN den dock som egen art, sedan 2024 även IOC.

### Släktestillhörighet
Tidigare placerades den i släktet Thryothorus, men DNA-studier visar att arterna i släktet inte är varandras närmaste släktingar.

## Levnadssätt
Duettgärdsmyg hittas i bergstrakter på mellan 1850 och 3250 meters höjd. Där håller den till i tät undervegetation, framför allt i stånd med Chusquea.

## Status
IUCN kategoriserar arten som livskraftig.